# Ringicula truncata
Ringicula truncata is een slakkensoort uit de familie van de Ringiculidae. De wetenschappelijke naam van de soort is voor het eerst geldig gepubliceerd in 1915 door G. B. Sowerby III.